# Cellobiose
Le cellobiose est un diholoside, produit par la dégradation de la cellulose.

## Structure et propriétés

### Structure
Le cellobiose est un diholoside (figures 1 et 2) dont la formule brute est C12H22O11. Sa masse molaire est, comme tous les diholosides, de 342 g/mol.
Son nom officiel est le β-D-glucopyranosyl(1→4)D-glucopyranose. Il peut être symbolisé par Glc-Glc.

### Propriétés chimiques
Le cellobiose est un sucre réducteur, le carbone hémiacétalique du glucose est libre.

#### Hydrolyse
La β-glucosidase hydrolyse le cellobiose en glucose (deux moles de Glc par mole de cellobiose).

## Pouvoir sucrant
Le pouvoir sucrant du cellobiose en solution dans l'eau est de 30 % quand le pouvoir sucrant du saccharose est 100 %.